# A Norwegian Hail to VON
A Norwegian Hail to VON - album złożony w hołdzie amerykańskiej grupie blackmetalowej Von.

## Lista utworów

### Strona pierwsza
- Norwegian Evil - Satanic Blood - 4:28
- Amok - Von - 3:59

### Strona druga
- Taake - Lamb - 1:36
- Urgehal - Veadtuck - 3:19